# São João da Boa Vista (Tábua)
São João da Boa Vista ist eine Gemeinde (Freguesia) im portugiesischen Kreis Tábua. In ihr leben 393 Einwohner (Stand 19. April 2021).